# Catedral de San Luis (Nueva Orleans)
La Catedral-Basílica de San Luis, Rey de Francia (en francés: Cathédrale Saint-Louis, Roi-de-France), conocida simplemente como la Catedral de San Luis, es la catedral de Nueva Orleans, sede de la Arquidiócesis de Nueva Orleans y uno de los principales templos de la iglesia católica en Estados Unidos. Es la segunda catedral más antigua en uso continuo en territorio estadounidense, después de la catedral basílica de San Agustín. Está dedicada a San Luis, también conocido como el rey Luis IX de Francia, la primera iglesia en el sitio fue construida en 1718. Bajo el dominio español, fue reconstruida en 1789 y elevada al rango de catedral en 1793, ya que edificio original se quemó derivado del Gran incendio de 1788; se amplió y completó en gran parte en la década de 1850.
La Catedral de San Luis se encuentra en el Barrio Francés de Nueva Orleans, Luisiana, Estados Unidos, en la calle Chartres que recorre una cuadra entre las calles San Pedro y Santa Ana. Se encuentra junto a la Plaza Jackson y frente al río Misisipi en el corazón de Nueva Orleans, situado entre los edificios históricos del Cabildo y la Casa Curial. Esta catedral es una de las pocas iglesias católicas en los Estados Unidos que, siguiendo la tradición española, está ubicada en una plaza pública junto a otros edificios principales.

## Historia

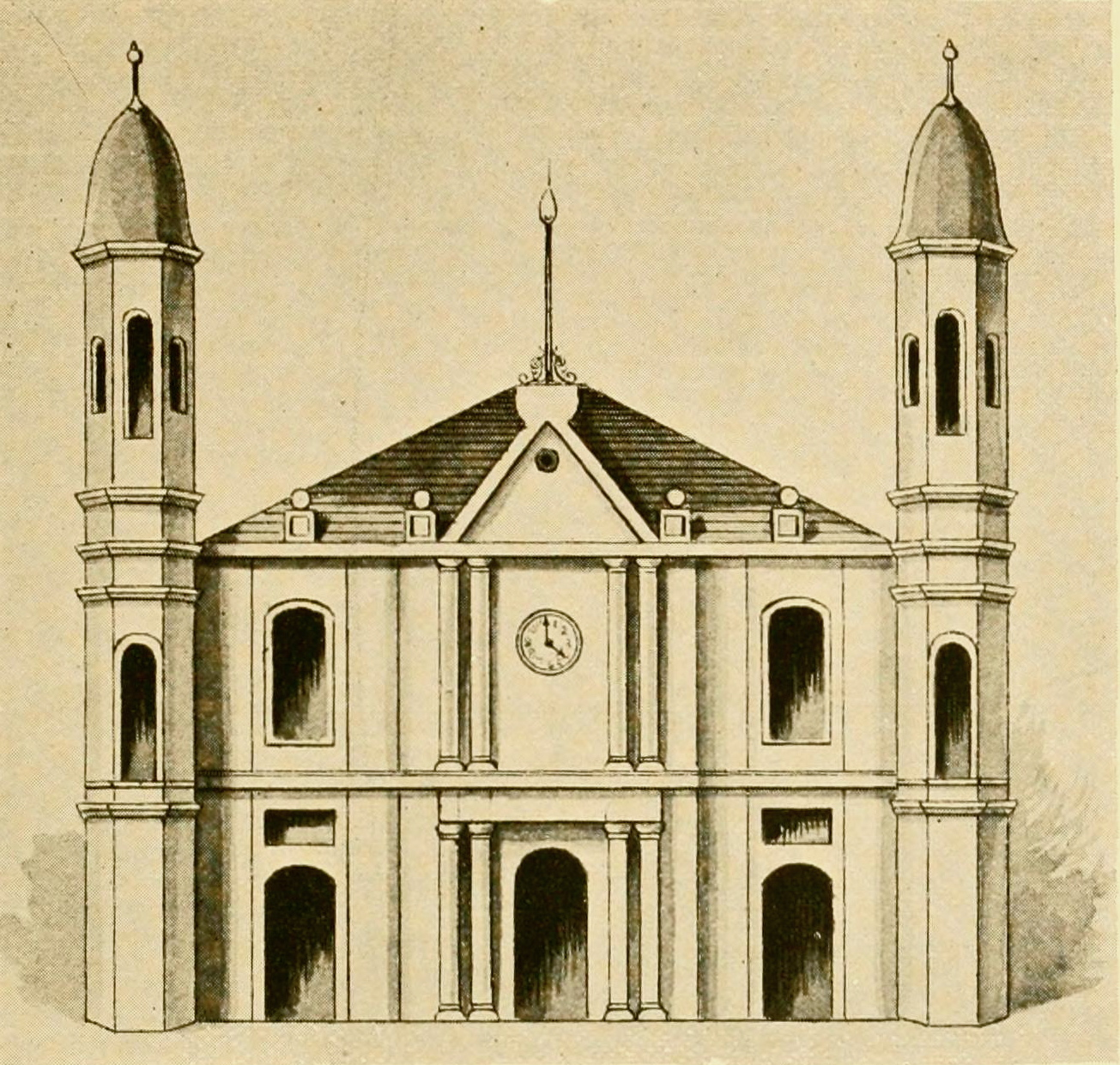
Grabado de la iglesia de San Luis de 1794, que muestra cómo se veía durante la época española.

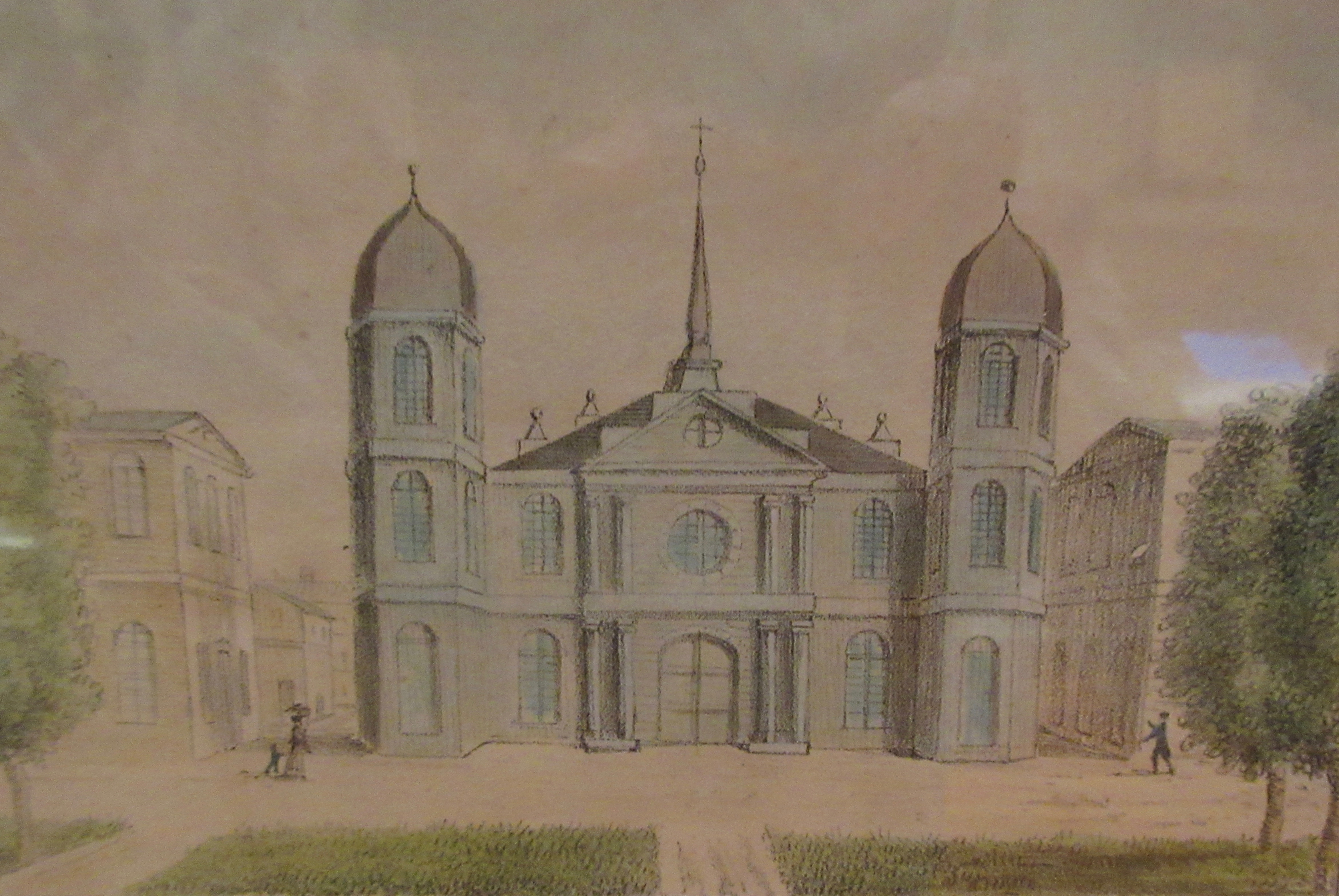
La catedral en 1821, antes de la adición de un chapitel central y la reconstrucción de los chapiteles en cada extremo.

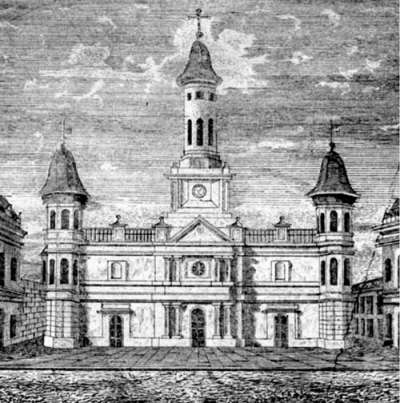
La catedral en 1838, que muestra la apariencia antes de la gran reconstrucción de 1850.

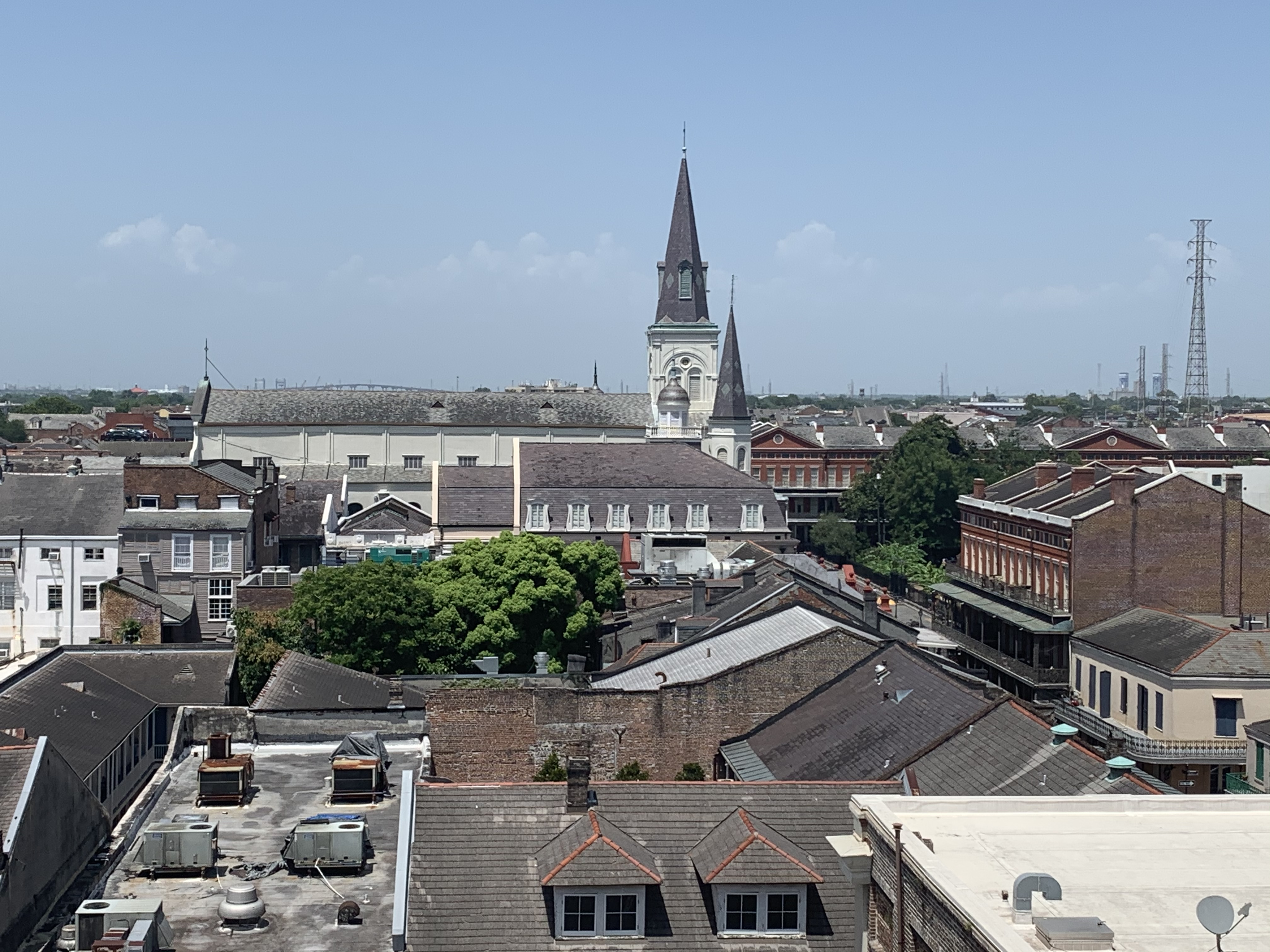
Una vista lateral de la catedral desde la azotea del Omni Royal Orleans 2019.

Tres iglesias católicas se han edificado en el sitio desde 1718, cuando se fundó la ciudad. La primera fue una estructura de madera tosca en los primeros días de la colonia francesa. Como los franceses eran católicos, su iglesia ocupaba un lugar destacado en la plaza del pueblo. La construcción de una iglesia de ladrillo y madera más grande se inició en 1725 y se terminó en 1727. El 21 de marzo de 1788 en Viernes Santo, la iglesia y muchos otros edificios fueron destruidos en un gran incendio. La piedra angular de una nueva iglesia se colocó en 1789 y el edificio se terminó en 1794. En 1793, la iglesia de San Luis fue elevada al rango de catedral como sede de la Diócesis de Nueva Orleans, convirtiéndola en una de las catedrales más antiguas de los Estados Unidos. En 1819, se añadió una torre central diseñada por Benjamin Henry Latrobe con un reloj y una campana. La campana estaba grabada con el nombre «victoire» en conmemoración de la victoria de la Batalla de Nueva Orleans en 1815.
Desde 1834 se había considerado la ampliación del edificio para satisfacer las necesidades de la creciente congregación, y se consultó a J. N. B. de Pouilly para diseñar los planos de un nuevo edificio. De Pouilly también había diseñado la iglesia de San Agustín en Tremé, el primer edificio de la iglesia dedicado como iglesia parroquial fuera del Barrio Francés. El 12 de marzo de 1849, la diócesis contrató a John Patrick Kirwan para ampliar y restaurar la catedral, utilizando los planos de De Pouilly.
Los planos especificaban que todo sería demolido excepto los muros laterales y las porciones inferiores de las torres existentes en la fachada frontal. Durante la reconstrucción, se determinó que las paredes laterales también tendrían que ser demolidas. Durante la construcción en 1850, la torre central colapsó. De Pouilly y Kirwan fueron reemplazados. Como consecuencia de estos problemas y la reconstrucción, sobrevivió muy poco de la estructura virreinal española. La estructura actual data principalmente de 1850. La campana de la torre de 1819 se reutilizó en el nuevo edificio y todavía está allí. Durante la renovación, la iglesia de San Patricio sirvió como procatedral de la ciudad.

### Visitas de papas
La catedral fue designada como basílica menor por el Papa Pablo VI en 1964. El Papa Juan Pablo II visitó la catedral en septiembre de 1987. Hoy en día la parroquia tiene más de 6.000 feligreses.

### Huracán Katrina
Los fuertes vientos del huracán Katrina desplazaron dos grandes robles en el jardín de San Antonio detrás de la catedral, desplazando 9,1 m de la puerta ornamental. La cercana estatua de mármol de Jesucristo resultó dañada y perdió un dedo índice y un pulgar.
Los vientos abrieron un agujero en el techo, permitiendo que el agua ingresara al edificio y dañara severamente el órgano de tubos Holtkamp. Poco después de la tormenta, el órgano fue enviado de regreso a Holtkamp para ser reconstruido. Se utilizó un sustituto electrónico hasta junio de 2008, cuando el órgano fue reinstalado en la catedral. El órgano había sido instalado originalmente durante la extensa renovación de la catedral en 2004; el órgano había sido donado por la directora de coro y organista Elise Cambon.

## Cementerio
El cementerio de San Luis es conocido como el lugar de entierro de la sacerdotisa vudú Marie Laveau; su tumba atrae a cientos de peregrinos cada año. El cementerio es también el lugar de entierro de varios residentes prominentes de Nueva Orleans.
Hay una placa de cobre con el nombre de Delphine LaLaurie, aunque ella no está enterrada en el cementerio.
El actor estadounidense Nicolas Cage compró una tumba vacía para usarla como su lugar de descanso final.

## Actividad paranormal
Se dice que la catedral está embrujada por el padre Antonio de Sedella. Fue sacerdote en la catedral y su cuerpo está enterrado dentro de la iglesia. Los relatos de sus apariciones por parte de feligreses y turistas afirman que aparece durante la misa de medianoche de Navidad cerca del lado izquierdo del altar, sosteniendo una vela. También se dice que la catedral está embrujada por el padre Dagobert, un fraile que residía en la iglesia. Se dice que se puede escuchar su voz cantando el Kyrie eleison en los días de lluvia.

## Galería de imágenes

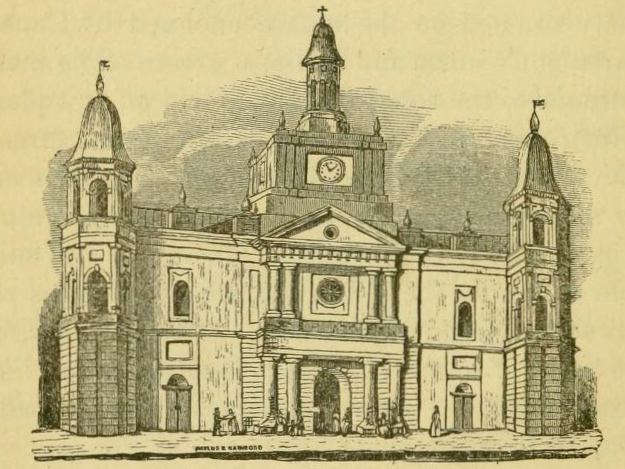
Grabado de la catedral en 1845.
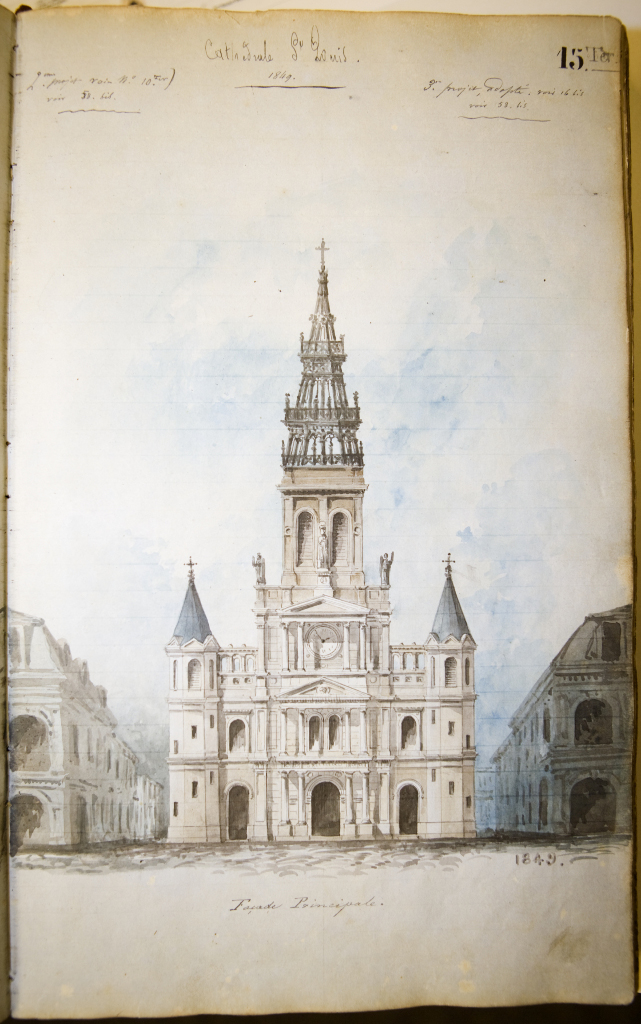
La catedral ya en 1849.
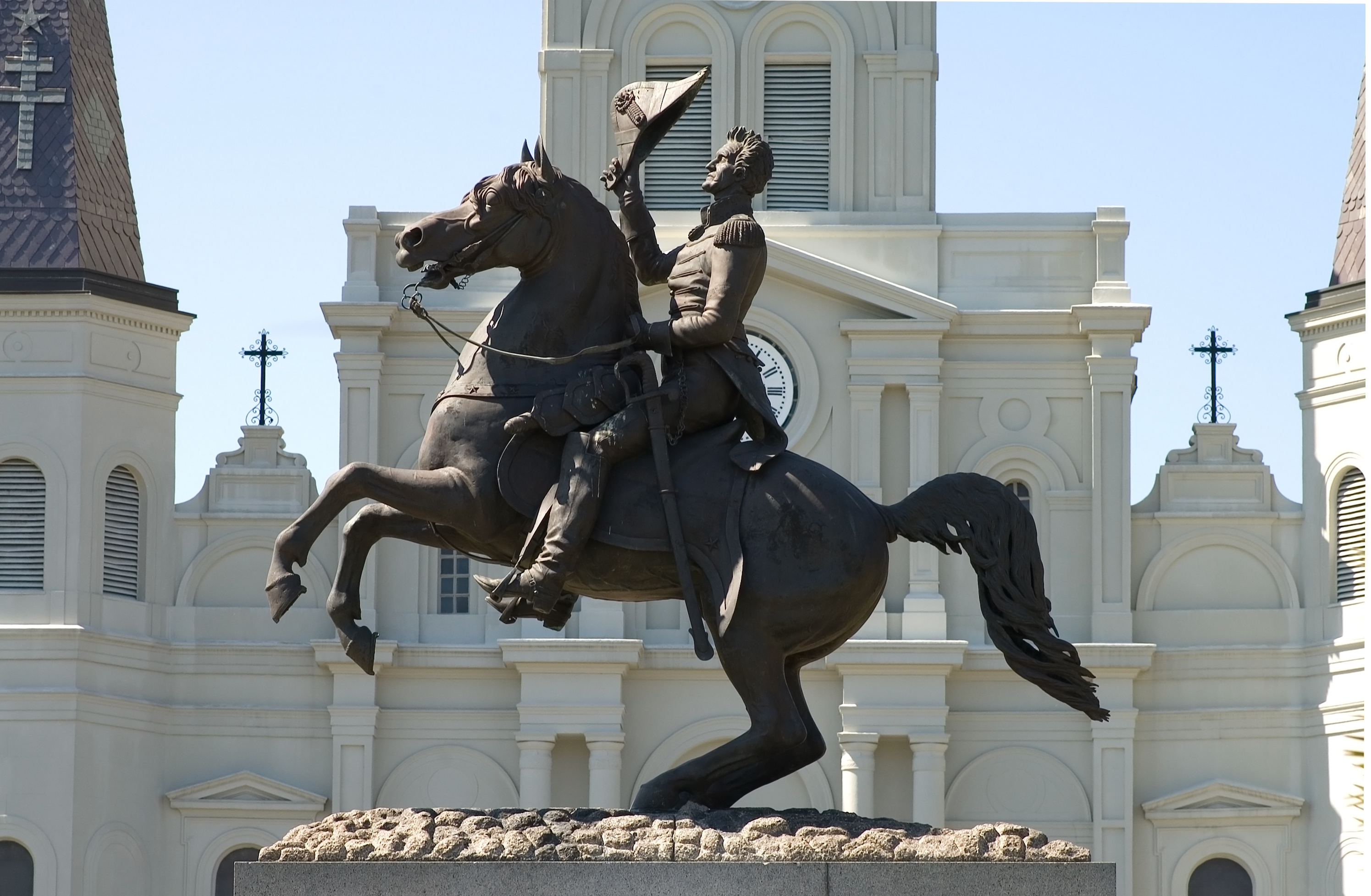
Estatua ecuestre del presidente Andrew Jackson frente a la catedral.
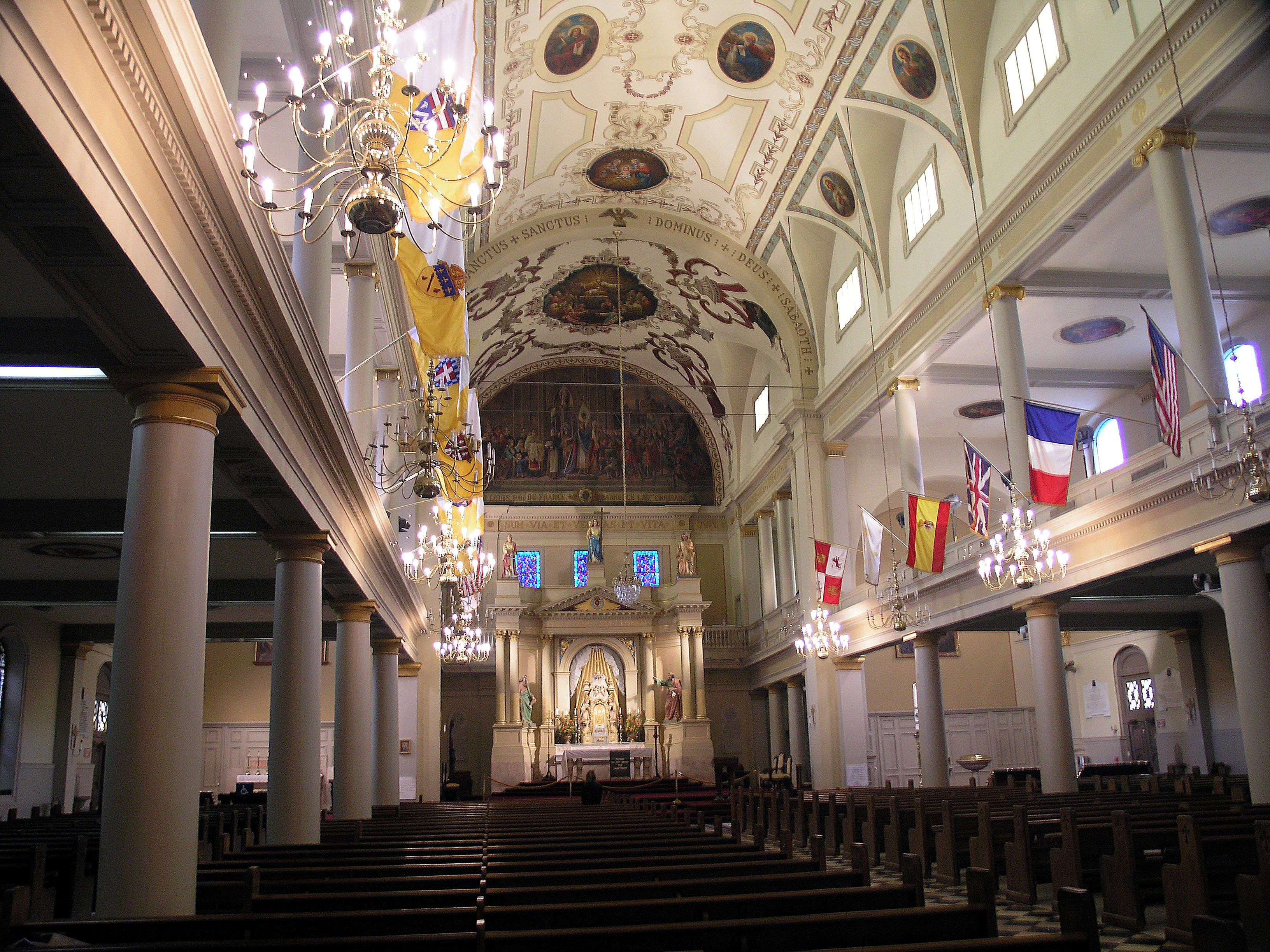
Las naves del interior de la catedral.
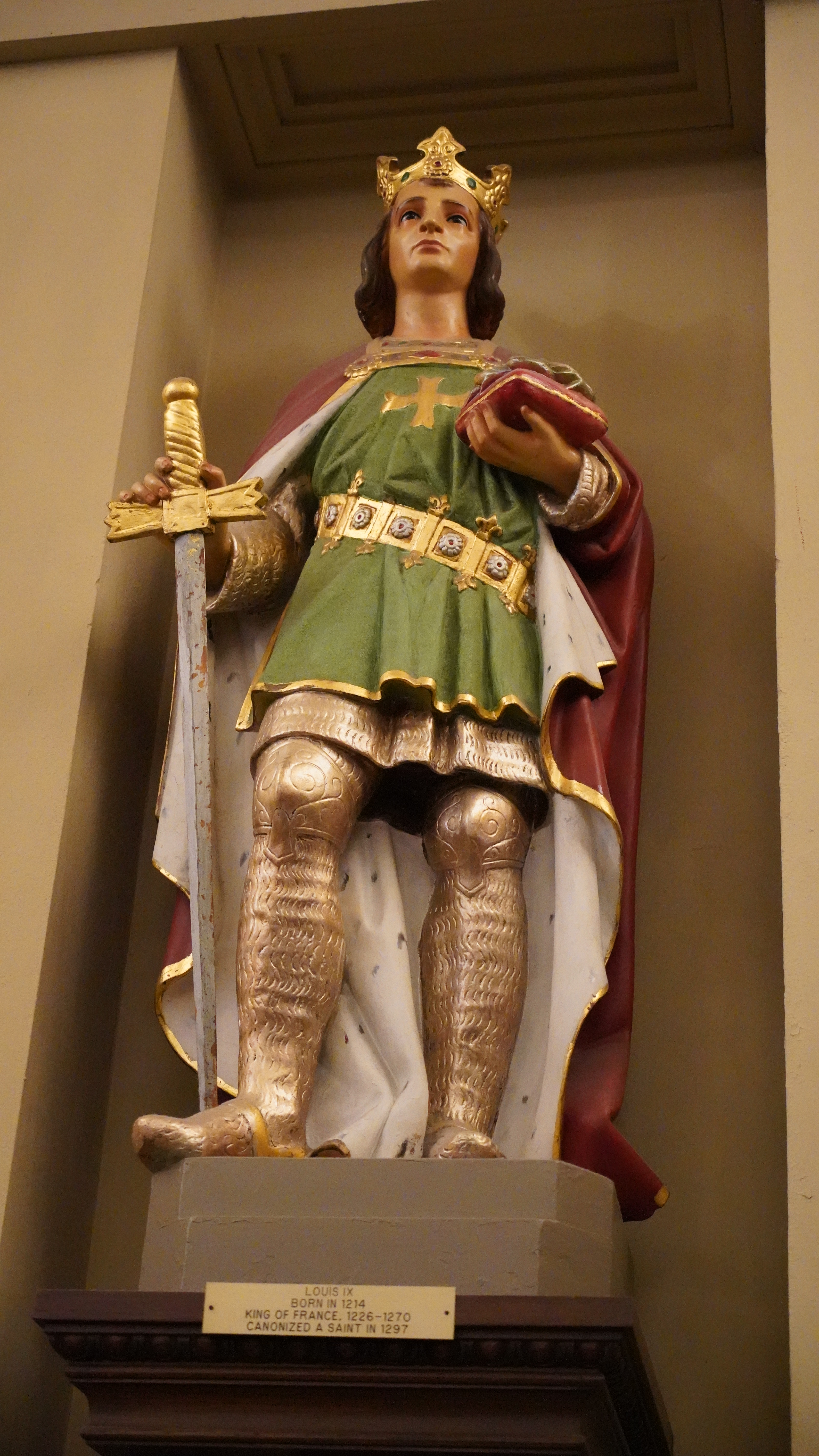
Escultura de San Luis Rey de Francia.
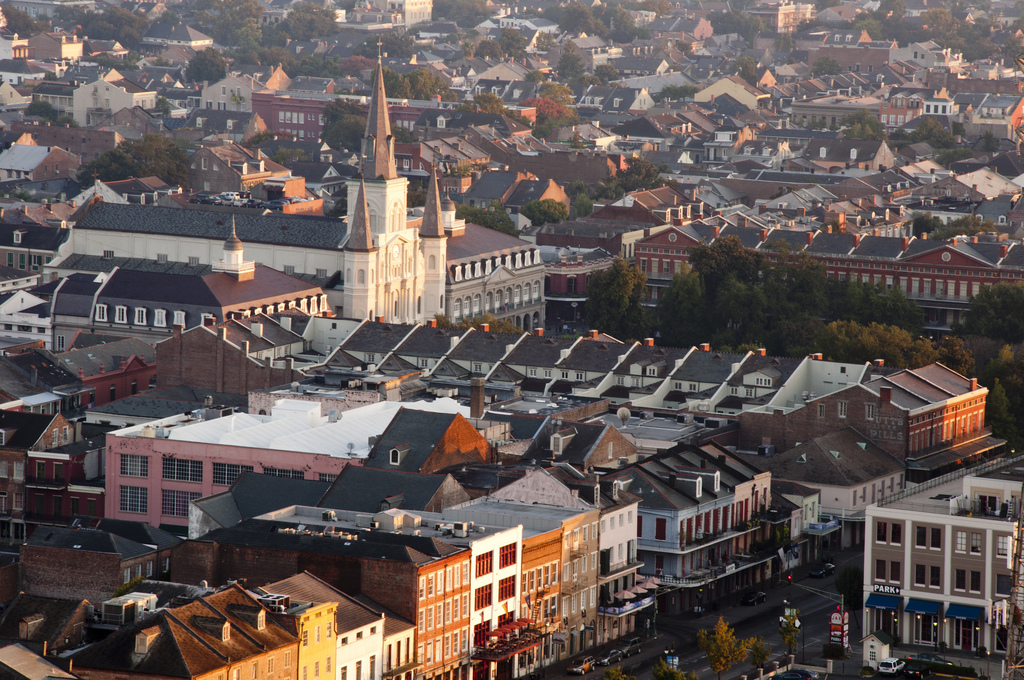
Vista panorámica de la ciudad con la catedral destacando entre los edificios.